# Умершие в декабре 2006 года
Это список известных людей, соответствующих установленным критериям значимости (см. Википедия:Критерии значимости персоналий), умерших в декабре 2006 года.
Причина смерти указывается лишь в исключительных случаях (убийство, самоубийство, гибель в результате военных действий, смертная казнь, ДТП или несчастные случаи). В остальных случаях — не указывается.

## Список

### 1 декабря
- Гай, Джеффри Колин (85) — губернатор Доминики.
- Жад, Клод (58) — французская актриса, сыгравшая в ряде советских кинофильмов («Тегеран-43»; «Ленин в Париже»); рак.
- Ралько, Владимир Антонович (84) — участник Великой Отечественной войны, партизан, председатель колхоза «Оснежицкий». Дважды Герой Социалистического Труда.
- Сухов, Игорь Николаевич (77) — советский и украинский хозяйственный деятель, профессор, лауреат Государственной премии СССР.

### 2 декабря
- «Вереш, Маришка (59) — голландская певица, вокалистка группы Shocking Blue»; рак.
- Петровский, Артур Владимирович (82) — советский и российский психолог.

### 4 декабря
- Ки-Зербо, Жозеф (84) — политический и государственный деятель Буркина-Фасо.

### 5 декабря
- Бронштейн, Давид Ионович (82) — советский и российский шахматист, гроссмейстер.
- Юртин, Гернот (51) — австрийский футболист.

### 6 декабря
- Ахмедов, Хан Ахмедович (70) — премьер-министр Туркменистана.
- Брухис, Михель Срулевич (87) — молдавский и израильский переводчик, филолог и историк-советолог.
- Воронин, Сергей Иванович (50) — советский и российский рок-музыкант, известен как клавишник группы Пикник (группа)
- Корес, Уго (87) — уругвайско-аргентинский революционер и политический деятель.

### 7 декабря
- Беров, Любен (81) — премьер-министр Болгарии.
- Киркпатрик, Джин (80) — американский государственный деятель.
- Макшенн, Джей (англ. Jay “Hootie” McShann) (90) — популярный американский джазовый и блюзовый пианист, вокалист, композитор, бэнд-лидер; проблемы с дыханием.
- Тэсс, Николай Владимирович (85) — советский офицер, латышский политический заключённый.
- Харди, Мозес (112) — американский долгожитель.

### 8 декабря
- Галуза, Григорий Григорьевич (88) — Герой Советского Союза.
- Левин, Борис Савельевич (84) — Герой Советского Союза.
- Тилтон, Марта (91) — популярная американская певица.

### 10 декабря
- Ломакин, Андрей Вячеславович (42) — хоккеист. Заслуженный мастер спорта СССР.
- Михалёв Василий Павлович (89) — Герой Советского Союза.
- Паппалардо, Сальваторе (88) — Архиепископ Палермо.
- Пиночет Угарте, Аугусто Хосе Рамон (91) — чилийский государственный и военный деятель, генерал, глава военной Хунты, Верховный Глава Чилийской нации, президент Чили.

### 11 декабря
- Демант, Пётр Зигмундович (88) — российский писатель, мемуарист и общественный деятель.
- Киселёв Сергей Владимирович (52) — писатель и журналист.
- Поспелов, Пётр Иванович (82) — Полный кавалер ордена Славы.

### 12 декабря
- Гужов, Александр Иванович (95) — заслуженный деятель науки и техники РСФСР и Чечено-Ингушской АССР, доктор технических наук, профессор.
- Нина Тарас (90) — белорусская писательница, поэтесса.
- Питер Бойл (71) — американский актёр, рак легкого и сердечный приступ.
- Рябушко, Григорий Максимович (84) — участник Великой Отечественной войны, Герой Советского Союза.

### 13 декабря
- Гришин, Иван Александрович (86) — Герой Советского Союза.
- Паласио, Лойола (56) — одна из первых испанских женщин-политиков, министр правительства Испании в 1996—1998, комиссар Еврокомиссии по энергетике и транспорту в 1999—2004; рак.
- Саенко, Рена Ильинична (70) — старший научный сотрудник Мариупольского краеведческого музея.

### 15 декабря
- Карапетян, Ерем Айказунович (73) — депутат армянского парламента.

### 17 декабря
- Науменко, Иван Яковлевич (81) — советский и белорусский писатель и литературовед.

### 18 декабря
- Барбера, Джозеф Роланд (95) — американский аниматор и художник мультипликации, основатель (вместе с Уильямом Ханной) знаменитой мультипликационной студии «Hanna-Barbera».

### 19 декабря
- Жданов, Юрий Андреевич (87) — советский и российский учёный, ректор Ростовского государственного университета в 1957—1988 годах.

### 20 декабря
- Михеев, Михаил Витальевич (85) — старший лейтенант Рабоче-крестьянской Красной Армии, участник Великой Отечественной войны, Герой Советского Союза.

### 21 декабря
- Ниязов, Сапармурат Атаевич (66) — руководитель Туркменистана с 1985 по 2006.

### 22 декабря
- Блесков, Александр Алексеевич (84) — Герой Социалистического Труда.
- Мухина, Елена Вячеславовна (46) — советская гимнастка, заслуженный мастер спорта СССР.
- Влада Московская (39) — советская и российская певица, бывшая участница группы «Ласковый май».

### 23 декабря
- Сикора, Ружена Владимировна (88) — популярная советская эстрадная певица.
- Штанько, Борис Анатольевич (62) — советский и российский хоккеист-защитник и хоккейный тренер.

### 25 декабря
- Браун, Джеймс (73) — американский певец, «крёстный отец соула».
- Горохов, Геннадий Иванович (85) — Герой Советского Союза.

### 26 декабря
- Форд, Джеральд Рудольф (93) — 38-й президент США (1974—1977), от Республиканской партии; самый «долгоживущий» американский президент.
- Зальцман, Пнина — израильская пианистка, которую международные музыкальные критики причисляли к пятерке самых выдающихся пианистов современности.
- Злотников, Натан Маркович (72) — русский поэт, переводчик.
- Николовский, Гоце (59) — македонский певец и музыкант.
- Пулов, Григорий Иванович (88) — участник Великой Отечественной войны, Герой Советского Союза.
- Стэнтон, Фрэнк (98) — глава радиовещательной компании CBS в течение 25 лет (с 1946 до 1971, затем до 1973 вице-президент), руководитель информационного ресурса CBS News.

### 27 декабря
- Баркаган, Зиновий Соломонович (81) — российский и советский врач — терапевт и гематолог.
- Буряк, Николай Васильевич (88) — генерал-майор Советской Армии, участник Великой Отечественной войны, Герой Советского Союза.
- Деланоэ, Пьер (88) — французский поэт, автор слов к песням Джо Дассена и других исполнителей.
- Коробов, Герман Александрович (93) — конструктор тульского Центрального конструкторско-исследовательского бюро спортивного и охотничьего оружия (ЦКИБ СОО).

### 28 декабря
- Ландграф, Станислав Николаевич (67) — российский актёр театра и кино, народный артист Российской Федерации.

### 29 декабря
- Гудзь, Борис Игнатьевич (104) — советский разведчик[1].
- Дарсавелидзе, Амиран Шалвович (74) — грузинский кинорежиссёр.
- Лагервард, Хеймен (77) — нидерландский футболист.

### 30 декабря
- Баренбаум, Иосиф Евсеевич (85) — российский книговед, филолог и преподаватель, профессор СПбГУКИ, заслуженный работник высшей школы РФ.
- Кайсенов, Касым (88) — Народный герой Республики Казахстан, лауреат Международной премии имени А. Фадеева, казахстанский писатель, ветеран Великой Отечественной войны.
- Чебадухин, Василий Сергеевич (85) — Полный кавалер ордена Славы.
- Хусейн, Саддам (69) — иракский государственный и политический деятель, президент и премьер-министр Ирака; казнён через повешение[2].

### 31 декабря
- Лизе Прокоп (65) — министр внутренних дел Австрии[3].